# Роган-Жье, Пьер де
Пьер I де Роган (фр. Pierre I de Rohan), известный как маршал де Жье (фр. maréchal de Gié; 1451, замок Мортьекроль в Сен-Кантен-лез-Анж — 22 апреля 1513, замок Верже в Сеш-сюр-ле-Луар) — французский военный и политический деятель, маршал Франции, приближенный королей Людовика XI, Карла VIII и Людовика XII. Родоначальник ветви Роган-Гемене. Наследовал сеньорию Жье. После первого брака виконт де Фронсак. В 1476 году получил графство Порсьен, которое Людовик XI отнял у Филиппа де Кроя. Граф де Гиз в 1503–04 годах после второго брака.

## Биография

### Происхождение и детство
Пьер де Роган был вторым сыном в семье, принадлежавшей к роду Роган-Гемене, младшей ветви бретонского рода Роганов. Его отцом был Луи I де Роган-Гемене, матерью — Мария де Монтобан, праправнучка Бернабо Висконти и соответственно внучатая двоюродная племянница королевы Изабо Баварской. Отец же приходился по матери дальним родственником Бертрану Дюгеклену. Когда на престол в 1450 году вступил герцог Пьер II Бретонский, семья попала в немилость, поскольку была причастна к убийству его младшего брата Жиля, заточенного за мятеж против его предшественника. Именно поэтому Пьер родился за пределами Бретани.
В 1457 году мать отравила отца, но тот в завещании отказал ей в праве опеки над детьми. Как глава рода и отцовский сеньор детей забрал Ален IX — виконт де Роган, но свои права предъявил сир дю Пон-Л’Аббе, которого покойный назначил опекуном и который был заинтересован женить сына на Элен, младшей сестре Пьера. Воспользовавшись конфликтом интересов, детей привёз к себе в Нант герцог Бретонский. При бретонском дворе Пьер прожил до десяти лет. Мария де Монтобан избежала суда в Бретани, в 1464 году повторно вышла замуж — за Жоржа II де Ла Тремуя, сира де Краона, в 1471 году попыталась отравить и его, после чего он с разрешения короля Людовика XI с ней развёлся и заточил её в темницу, где она и умерла в 1477 году. 
С воцарением в 1461 году Людовика XI в силу вошёл Жан де Монтобан, дед Пьера по матери — троюродный дядя короля. Он стал адмиралом Франции и прибывший в Бретань в качестве посланца монарха. Он забрал с собой Пьера ко французскому двору.

### На службе у Людовика XI
После того как адмирал в 1466 г. умер, Людовик XI оставил молодого человека при дворе. Пьеру де Рогану было разрешено спать в королевских покоях, и он никогда не покидал особу короля; в 1472 г. он уже занимал должности королевского советника, камергера и капитана Блуа. Он очень завидовал старшему брату Луи, которому по отцовскому завещанию досталось больше земель, и Людовик конфисковал французские владения последнего (сославшись на поддержку им своего герцога в войне Лиги общественного блага), в частности, сеньорию Жье, передав их Пьеру.
Боевое крещение получил в 1473 г. при осадах Лектура и Перпиньяна, отличившись отвагой и благородством. В апреле 1474 г. под руководством сира дю Бушажа участвовал в подавлении мятежа в Бурже. В том же 1474 г. король сделал Пьера де Рогана кавалером ордена Святого Михаила, а в 1475 г. дал ему под командование роту из сорока копий. В 1476 г. Пьер женился на знатной и богатой бретонской наследнице Франсуазе де Пеноэ; этому браку тоже немало поспособствовал король, заинтересованный в подчинении бретонских земель. В том же году получил жезл маршала Франции, отнятый королём у Жоашена Руо. Тогда же Людовик XI передал ему графство Порсьен (позже, с 1567 г., княжество), отнятое у Филиппа де Кроя, и сверх того город, замок и виконтство Вир из королевского домена; за ними последовали и другие дары, замки и сеньории.
Когда в 1479 г. с Людовиком XI случился апоплексический удар и он на две недели стал совершенно недееспособным, маршал де Жье входил в совет из четырёх вельмож (остальными были Людовик д’Амбуаз — епископ Альбигойский, Шарль д’Амбуаз — губернатор Бургундии и Жан Дайон, известный как сир дю Люд), которые в это время его именем управляли королевством. Маршал стал и одним из душеприказчиков короля по завещанию последнего, составленному в 1482 году.

### При Карле VIII и Людовике XII

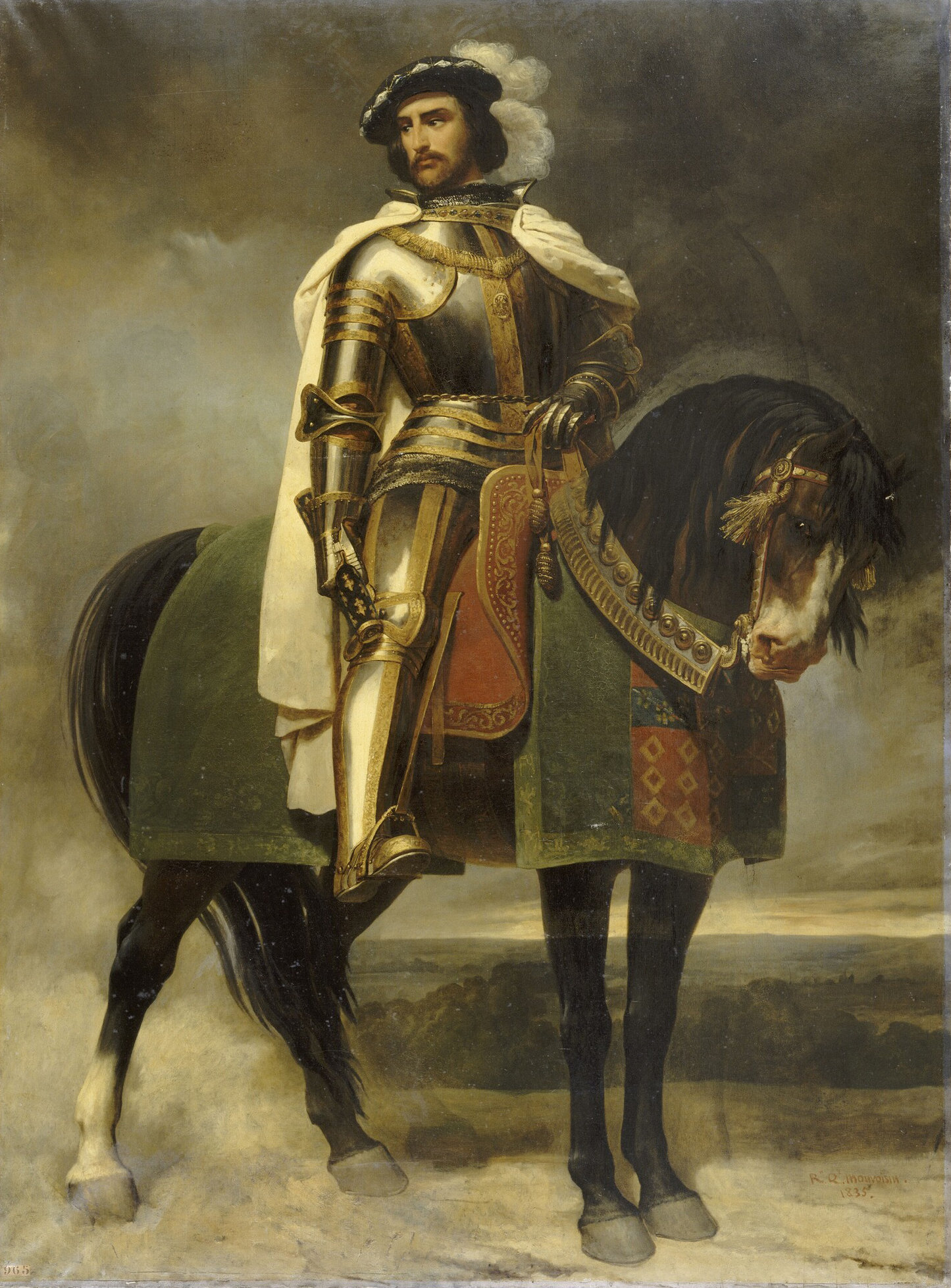
Р. Монвуазен. Портрет Пьера де Рогана, сеньора де Жье (1835, замок Борегар). Заказан для галереи маршалов в Версале

Ещё в последние годы жизни Людовика XI маршал дальновидно завязал отношения с опальными в то время принцами — Людовиком Орлеанским и Аленом д’Альбре. Последнему он писал из королевского дворца, торопя с приездом, в тот самый день, когда король умирал. Его в первый же день ввели в регентский совет при Карле VIII, но в его собраниях он почти не участвовал.
В 1494–95 годах маршал участвовал в Итальянском походе нового короля и командовал авангардом в битве при Форново — единственном крупном сражении первой итальянской войны, когда французы смогли продолжить отступление на север Апеннин, отбросив войска Священной лиги.
С воцарением Людовика XII (1498) Пьер де Роган вошёл в число влиятельнейших людей Франции. В инструкции флорентийской Синьории Никколо Макиавелли, послу республики в Париже (1500), в качестве трёх главных лиц французского правительства названы фаворит Людовика XII Жорж д’Амбуаз, маршал де Жье и Флоримон Роберте. Однако в 1504 году, в результате интриг королевы Анны Бретонской и кардинала д’Амбуаза, маршал попал в опалу и под суд, после чего остаток жизни провёл в почётной ссылке в одном из своих поместий.

## Комментарии
1. ↑  Внучка Бернабо Висконти, жена короля Франции Карла VI Безумного.